# Nabarzanes

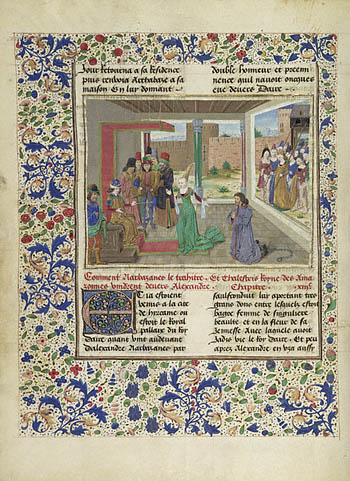
Bagoas bittet bei Alexander um Gnade für Nabarzanes. Mittelalterliche Darstellung zwischen 1468 und 1475.

Nabarzanes († nach 330 v. Chr.) war im 4. Jahrhundert v. Chr. ein Hofminister des Großkönigs Dareios III. Kodomannos, der als letzter Achämenide das persische Weltreich regierte.

## Leben
Nabarzanes bekleidete als Chiliarch (Hofmarschall) das höchste Hofamt im Dienst Dareios’ III., möglicherweise als Amtsnachfolger des Eunuchen Bagoas. Nachdem Alexander der Große seinen Asienfeldzug begonnen hatte, soll Dareios III. im Winter 334/333 v. Chr. einen (missglückten) Mordanschlag gegen den Eroberer in Auftrag gegeben haben. Laut dem Alexanderhistoriker Curtius Rufus wurde ein persischer Vertrauter Alexanders namens Sisines von Nabarzanes brieflich aufgefordert, den Makedonenkönig umzubringen. Arrian hingegen berichtet von einer Teilnahme des Nabarzanes an dem Mordkomplott nichts, sondern behauptet, dass Dareios III. den Sisines – der hier als Vertrauter des Perserkönigs erscheint – zu Alexander den Lynkesten entsandt habe, um Letzteren zur Beseitigung seines königlichen Namensvetters zu überreden.
In der Schlacht bei Issos (November 333 v. Chr.) kommandierte Nabarzanes die starke Kavallerie sowie 20.000 Schleuderer und Bogenschützen auf dem rechten Flügel der Perser. Seine Position befand sich an einer für den Reiterkampf sehr geeigneten, flachen Stelle in Küstennähe, wo der kleine Fluss Pinaros mündete. Im Verlauf der Schlacht überschritt er mit den ihm unterstehenden Kontingenten den Fluss und schlug sich militärisch sehr erfolgreich gegen die Makedonen, musste dann aber wegen Dareios’ Flucht den Rückzug antreten.
Die Schlacht bei Gaugamela (1. Oktober 331 v. Chr.), die wiederum mit einer persischen Niederlage endete, dürfte Nabarzanes trotz seiner Nichterwähnung in den Quellen in leitender Funktion mitgemacht haben. Er gehörte zu den hochrangigen Persern, die mit Dareios III. nach der verlorenen Schlacht flohen. Als Alexander sehr rasch gegen Ekbatana vorrückte, kam es dort bei den Gefolgsleuten des Großkönigs zu Meinungsverschiedenheiten über die weitere Vorgangsweise. Ein Teil meinte, man solle dem Makedonenkönig zum Kampf gegenübertreten, während vor allem Nabarzanes und der baktrische Satrap Bessos für einen Abzug in den Osten plädierten. Nabarzanes forderte den Großkönig sogar auf, sich in die entferntesten Provinzen seines Reichs zurückzuziehen und die Regierung für eine gewisse Zeit Bessos zu überlassen. Aufgrund dieses dreisten Ansinnens wurde Dareios III. aber sehr zornig, woraufhin sich Nabarzanes und Bessos vom König trennten.
Nach dem Abzug aus Ekbatana kam es im Gefolge des Perserkönigs anscheinend wegen der raschen Verfolgung durch Alexander zu verschärften Auseinandersetzungen. Der griechische Söldnerführer Patron suchte Dareios III. vor der Gefahr einer Gefangensetzung durch Nabarzanes und Bessos zu schützen, indem er ihm eine Bewachung durch seine Söldner vorschlug. Doch der Großkönig lehnte diese Schutzmaßnahme ab. Bald machten die beiden hohen persischen Würdenträger Dareios III. tatsächlich zu ihrem Gefangenen und führten ihn auf einem Wagen mit sich fort. Als Alexander schon sehr nahe herangekommen war, ließen die Verschwörer den Achämenidenkönig im Juli 330 v. Chr. töten. 
Waldemar Heckel hält einen von Arrian erwähnten Barzanes mit dem hier behandelten Nabarzanes identisch und schließt daraus, dass 
Bessos, der sich nun selbst zum Großkönig erklärte, Nabarzanes zum Statthalter (Satrap) von Hyrkanien und Parthien zu ernennen beabsichtigte. Fest steht jedenfalls, dass Bessos nach Dareios’ Ermordung vor dem anrückenden Alexander östlich nach Baktrien auswich, Nabarzanes sich hingegen nördlich nach Hyrkanien absetzte, wo er den noch von Dareios III. ernannten Satrapen Phrataphernes verdrängte und die Hauptstadt Zadrakarta in Besitz nahm.
Gegen Zusicherung von Straffreiheit ergab sich Nabarzanes dem gegen Hyrkanien ziehenden Makedonenkönig und überbrachte ihm viele Geschenke. In seinem Gefolge befand sich auch der schöne Günstling Bagoas, dessen verführerischen Reize und Bitten Alexander laut Curtius Rufus hauptsächlich bewogen haben sollen, Nabarzanes tatsächlich zu begnadigen. Wahrscheinlicher erscheint allerdings, dass Alexander hochrangige persische Adlige in seine Dienste nehmen wollte, damit sie ihm bei der Regierung des Riesenreichs halfen.
Anfang 328 v. Chr. überbrachten Phrataphernes und Stasanor dem Makedonenkönig zwei gefangengenommene abtrünnige Satrapen, Arsakes oder Arsames von Areia und Barzanes von Parthien. Letzteren hält Waldemar Heckel, wie erwähnt, für identisch mit Nabarzanes. Jedenfalls dürften die zwei gefangenen Statthalter auf Alexanders Befehl hingerichtet worden sein.
Nabarzanes, dessen Bild von Curtius Rufus recht positiv gezeichnet wird, war der letzte Chiliarch des persischen Achämenidenreichs. Dieses Amt wurde allerdings später (324 v. Chr.) von Alexander, der sich als Nachfolger der Achämeniden betrachtete, in seinem Hofstaat wieder eingeführt und mit seinem Freund Hephaistion besetzt.